# Luis Fernández Fernández
Luis Fernández (Santo Domingo de la Calzada, La Rioja, 1957), és un periodista espanyol, que fou President de Radiotelevisió Espanyola entre el 15 de gener de 2007 i l'11 de novembre de 2009.

## Biografia
Llicenciat en periodisme per la Universitat Complutense de Madrid, va començar treballant a mitjans dels anys 70 en diverses redaccions dels mitjans espanyols. Amb 24 anys va ser nomenat Cap de Redacció de la Cadena COPE, cadena en què va estar diversos anys. Posteriorment va passar a ser Cap de Redacció al Diari El País.
El 1987 va arribar a la Cadena SER on va exercir diversos càrrecs importants, primer com a Cap de la secció de Nacional i des de 1990 fins a 1995 com a Director d'Informatius. Durant els anys que va estar com a Director d'Informatius també realitzaria alguns programes de televisió per a cadenes autonòmiques com ara Telemadrid.
El 1995 va canviar la Cadena SER per un altre mitjà de Sogecable, Canal +, per a exercir la Direcció dels seus serveis informatius. Va romandre en el càrrec durant 2 anys, fins que el 1996 la cadena de televisió Telecinco va decidir nomenar-lo director de Serveis Informatius i subdirector general de la cadena, dins d'un procés de remodelació completa del canal. Durant el seu mandat es va produir la construcció i remodelació de l'estructura informativa de la cadena de televisió, sent el pioner a llançar la primera redacció digital d'informatius de televisió a Espanya, i va rebre el Premi Ondas a millor programa especialitzat el 1999. Amb la marxa de Mikel Lejarza de la direcció de Telecinco, Luis Fernández fou destituït setmanes després.
El 2000 tornà a treballar per Sogecable com a director de la productora Plural Entertainment, i l'any 2005 va passar a ser conseller delegat de Promofilm. Al novembre de 2006 fou elegit President de RTVE, essent el primer dirigent de la Corporació triat per consens entre els partits polítics espanyols. El seu mandat es va perllongar tres anys, fins a presentar la seva dimissió l'11 de novembre de 2009. Un mes després fou contractat pel grup de comunicació Univisión, per al càrrec de President d'Univisión Estudios, una divisió interna de producció de la companyia, amb seu a Miami.